# Телефонная станция Фрунзенского района
Здание автоматической телефонной станции Фрунзенского района расположено по адресу Зубовская улица, дом 3, строения 1—3 в районе Хамовники Центрального административного округа Москвы. Имеет статус ценного градоформирующего объекта, входит в перечень 100 самых важных зданий советской Москвы, составленный Международной рабочей группой по документации и консервации зданий, достопримечательных мест и объектов градостроительства современного движения.

## История

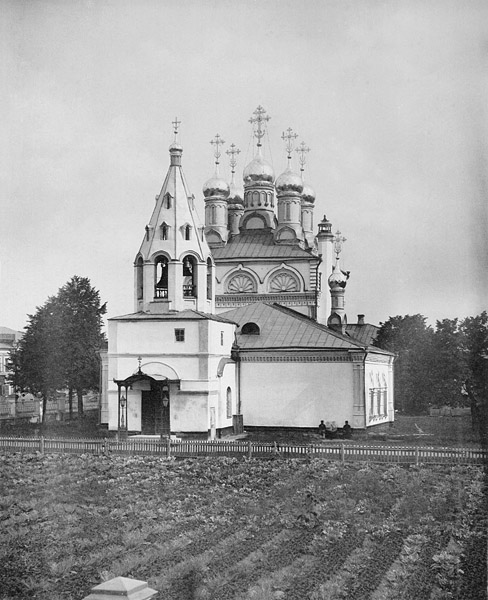
Храм иконы Божией Матери «Знамение» в Зубове

Исторически на территории между современными Дашковым переулком, Зубовской улицей, Зубовской площадью и улицей Тимура Фрунзе (с XVIII века по 1965 год — Тёплого переулка), которую занимает здание АТС Фрунзенского района, располагалась церковь иконы Божией Матери «Знамение» (Знаменская церковь) в Зубове. Первый деревянный храм был возведён на этом месте в 1624 году, каменное здание с приделом преподобного Александра Свирского было построено в 1694 году, в начале XVIII века вместо деревянной колокольни была воздвигнута каменная, а в XIX веке был устроен второй придел Святителя Николая. Несмотря на изъятие украшений и ценной утвари в первые годы советской власти, храм сохранился почти нетронутым до 1929 года. Однако Народный комиссариат почт и телеграфов СССР принял решение о строительстве на этом участке здания телефонной станции, и в 1930 году здание было снесено несмотря на протест со стороны Государственных реставрационных мастерских, которые указывали на большую историческую ценность постройки.
Проект здания автоматической телефонной станции разработал архитектор Касьян Соломонов, тесно сотрудничавший с Наркоматом почт и телеграфов СССР, строительство велось в 1930—1933 годах. В 1934 году АТС была выведена из структуры Центрального телеграфа и получила статус Центральной междугородной телефонной станции (ЦМТС). В 1968 году ей было присвоено имя 50-летия ВЛКСМ. На конец 1970-х годов ЦМТС включала несколько междугородных телефонных станций, одну областную и одну международную и предоставляла абонентам возможность совершать междугородные и международные переговоры в кредит с телефонов организаций и квартир и за наличный расчёт из переговорных пунктов. Именно на территории станции в 1957 году располагался штаб VI Всемирного фестиваля молодёжи и студентов.

## Архитектура
АТС Фрунзенского района — крупнейшая из телефонных станций, построенных в довоенный период. Её комплекс состоит из 3 построек: главного 7-этажного здания, выходящего на Зубовскую площадь, 5-этажного корпуса со стороны Зубовской улицы и 3-этажной постройки, замыкающей двор со стороны Дашкова переулка и улицы Тимура Фрунзе. Масштабная постройка имеет статус ценного градостроительного объекта и определяет современный вид Зубовской площади. Главное здание относится к архитектуре переходного периода и сочетает оформление в упрощённом ордере с треугольными пилястрами, лопатками и поясками с геометрией фасада, унаследованной из периода архитектурного авангарда.

## Современность
В современный период Московская городская телефонная сеть перешла под контроль АФК «Система» и в 2013—2015 годах продала другой подконтрольной «Системе» компании «Лидер-Инвест» 195 зданий АТС, которые МГТС смогла освободить в ходе модернизации телекоммуникационного оборудования. Новый владелец начал реконструкцию приобретённых зданий в гостиницы и комплексы апартаментов с обслуживанием. В апреле 2017 года Комитет по архитектуре и градостроительству Москвы утвердил проект реконструкции здания АТС Фрунзенского района, предполагающий создание гостиницы на 119 номеров общей площадью 10,8 тысяч м² при сохранении объёмно-пространственной композиции здания со внутренним двором и высотных отметок 7-этажного корпуса. Помимо номеров в комплексе запланированы лобби, ресторан, бар и 2 подземных уровня, где разместятся технические помещения и подземная парковка со въездом со стороны Дашкова переулка.

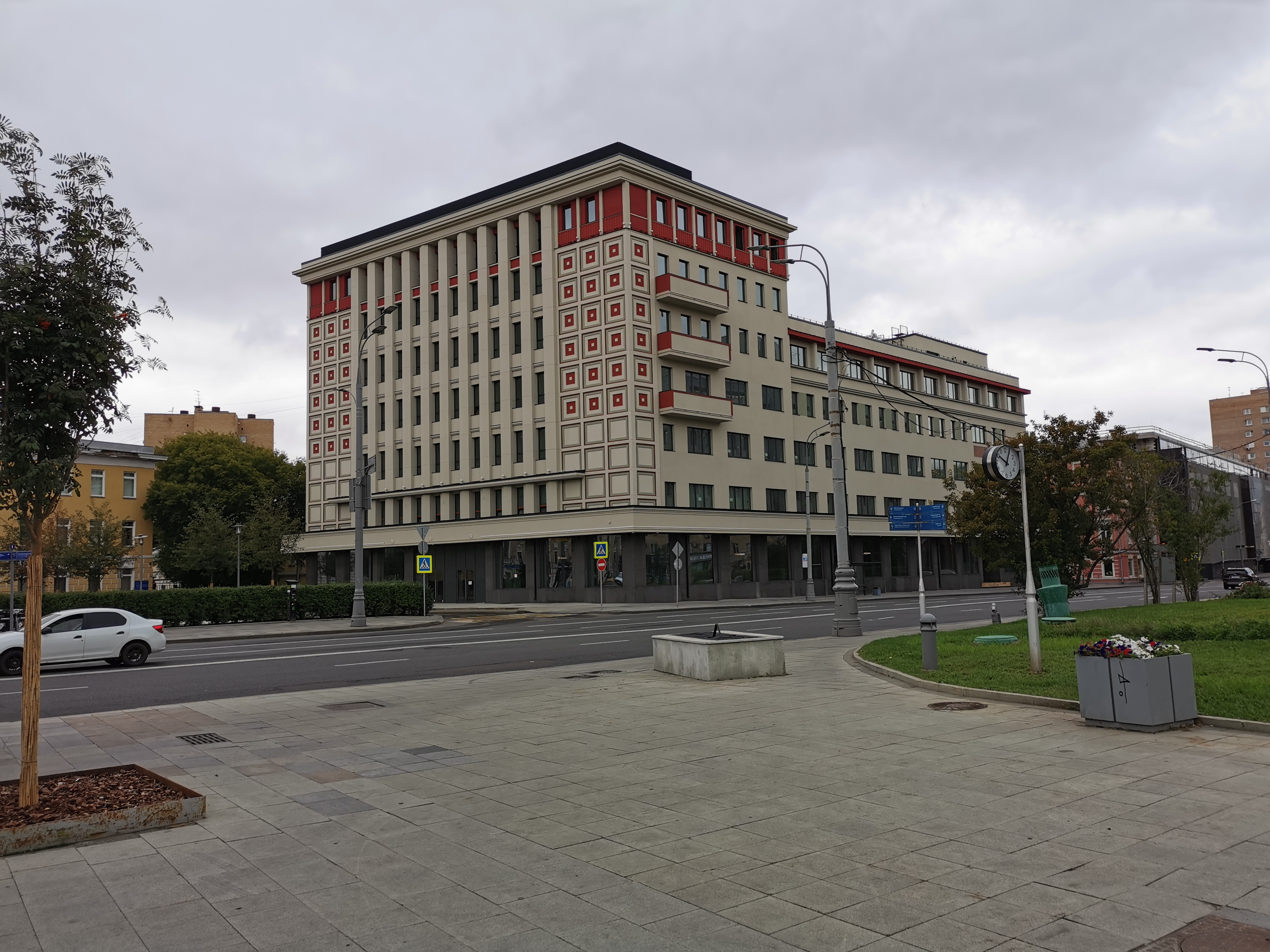
Здание гостиницы на Зубовской площади